# Masza Archipowa
Masza Archipowa, ros. Мария Архипова, ros. Маша (Masza) – zdrobnienie rosyjskie imienia Marija (ur. 9 stycznia 1983 w Moskwie), znana również jako Scream – rosyjska wokalistka, muzyk, kompozytorka, autorka tekstów i producentka muzyczna. Masza Archipowa znana jest przede wszystkim z wieloletnich występów w grupie muzycznej Arkona, której była współzałożycielką. Wokalistka współpracowała ponadto z takimi zespołami jak: Nargathrond, Ancestral Volkhves, Slavery, Alkonost, Rossomahaar oraz Сварга.

## Dyskografia
| Arkona - Возрождение (Wozrożdienije) (2004) - Лепта (Lepta) (2004) - Во славу великим! (Wo sławu wielikim!) (2005) - От сердца к небу (Ot sierdca k niebu) (2007) - Гой, Роде, Гой! (Goi, Rode, Goi!) (2009) - Слово (Słowo) (2011) |  | Inne - Сварга – Огни на Курганах (2005, gościnnie) - Alkonost – The Path We've Never Made (2006, gościnnie) - Ancestral Volkhves – Perun Do Vas !!! (2008, gościnnie) - Rossomahaar – The Reign Of Terror (2010, gościnnie) - Varg – Wolfskult (2011, gościnnie) |